# Bahnhof Jiyūgaoka

Der Bahnhof Jiyūgaoka (jap. 自由が丘駅, Jiyūgaoka-eki) befindet sich in Meguro in der Präfektur Tokio, Japan. Der Bahnhof liegt an der Tōyoko- sowie an der Ōimachi-Linie, die sich hier kreuzen. Beide Linien werden durch die Tōkyū Dentetsu betrieben. Im Jahr 2008 nutzten im Durchschnitt täglich knapp 140.000 Menschen den Bahnhof.

## Geschichte
Der Bahnhof der heutigen Tōyoko-Linie wurde am 28. August 1927 eröffnet. Am 1. November 1929 ging auch die Ōimachi-Linie in Betrieb. Die Strecken waren von Anfang an elektrifiziert.
Von 2005 bis 2007 wurden in der Station Fahrtreppen eingebaut. Ab dem 28. März 2008 verkehrten auf der Ōimachi-Linie Expresszüge, wofür die Bahnsteige verlängert werden mussten, da 6-Wagen-Garnituren eingesetzt werden sollten. Mit Aufnahme des durchlaufenden Betriebs der Tōyoko-Linie auf die Fukutoshin-Linie der Tōkyō Metro, die für 2012 geplant ist, sollen auch die Bahnsteige dieser Linie verlängert werden, um 10-Wagen-Zügen Platz zu bieten.

## Bauart und Gleise
Die Station ist als Turmbahnhof ausgeführt. In der unteren Ebene halten die Züge der Ōimachi-Linie an zwei Außenbahnsteigen. Westlich des Bahnhofs befindet sich an dieser Linie ein Gleiswechsel und zwei Abstellgleise. Die obere Ebene der auf einem Viadukt verkehrenden Tōyoko-Linie verfügt über zwei Inselbahnsteige. Normalerweise nutzen die Züge die mittleren Gleise. Die Außengleise werden für Zugüberholungen durch Expresszüge genutzt, die hier planmäßig stattfinden. Vor dem Bahnhof halten die Busse mehrerer Linien der Tōkyū.
| 1   | ▉ Ōimachi-Linie | Futakotamagawa • Mizonokuchi (Lokal- und Expresszüge)             |
| 2   | ▉ Ōimachi-Linie | Ōimachi (Lokal- und Expresszüge)                                  |
| 3–4 | ▉ Tōyoko-Linie  | Yokohama • Motomachi-Chūkagai (Lokal- und Expresszüge)            |
| 5–6 | ▉ Tōyoko-Linie  | Shibuya (teilweise Durchbindung zur Hibiya-Linie der Tokyo Metro) |

## Bilder

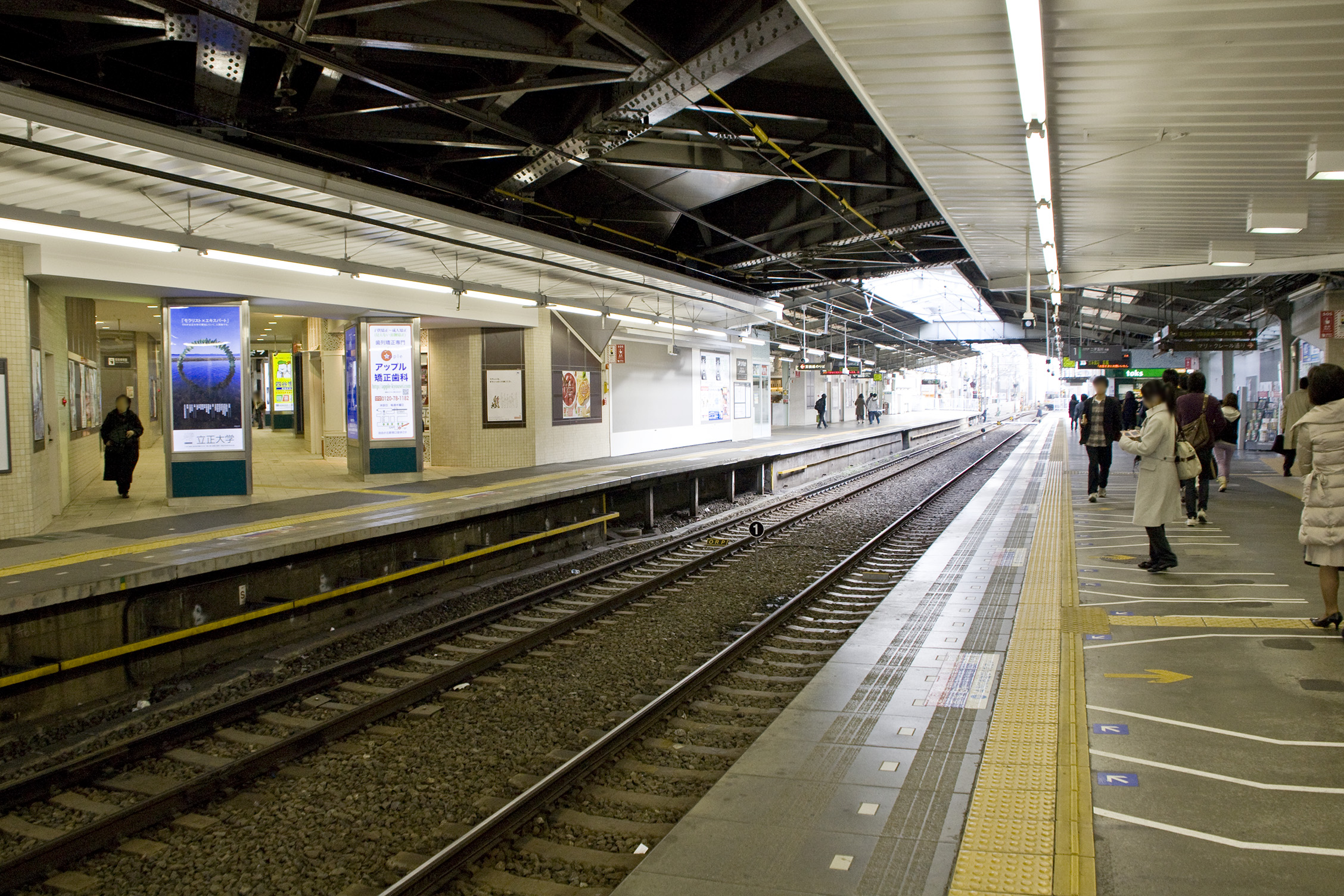
Bahnsteige 1/2
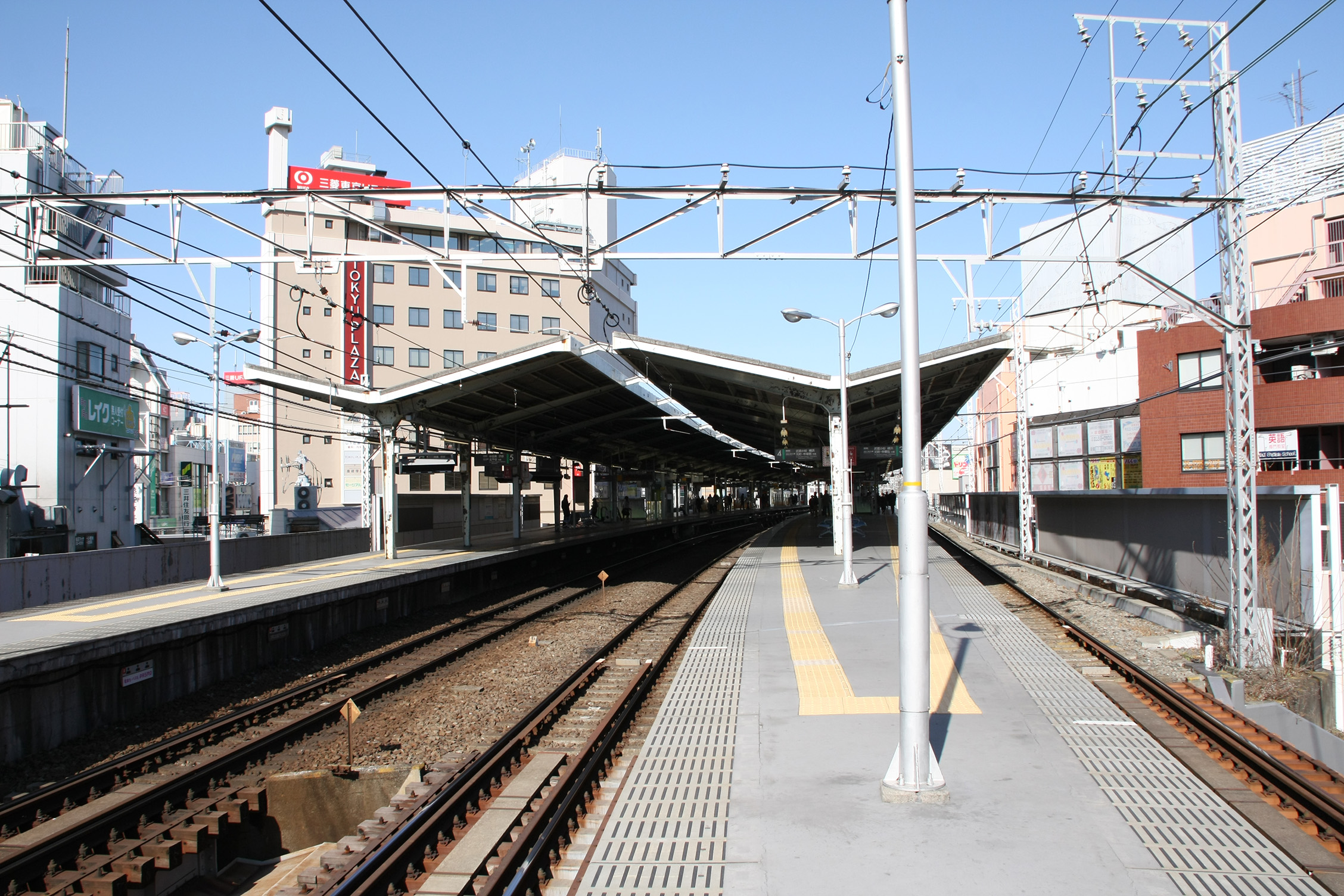
Bahnsteige 3–6

## Linien
| Verlauf der Tōkyū Tōyoko-Linie / Minatomirai-Linie |
| --- |
| Shibuya • Daikan-yama • Naka-Meguro • Yūtenji • Gakugei-daigaku • Toritsu-daigaku • Jiyūgaoka • Den’en-chōfu • Tamagawa • Shin-Maruko • Musashi-Kosugi • Motosumiyoshi • Hiyoshi • Tsunashima • Ōkurayama • Kikuna • Myōrenji • Hakuraku • Higashi-Hakuraku • Tammachi • Yokohama • ShinTakashima • Minatomirai • Bashamichi • ShinTakashima • Nihon-ōdōri • Motomachi-Chūkagai |

| Verlauf der Tōkyū Ōimachi-Linie |
| --- |
| Ōimachi • Shimo-Shinmei • Togoshi-kōen • Nakanobu • Ebaramachi • Hatanodai • Kita-Senzoku • Ōokayama • Midorigaoka • Jiyūgaoka • Kuhombutsu • Oyamadai • Todoroki • Kaminoge • Futako-Tamagawa • Futako-Shinchi • Takatsu • Mizonokuchi |

## Nutzung
Im Jahr 2008 wurde der Bahnhof von durchschnittlich 139.675 Fahrgästen am Tag genutzt. Auf die Tōyoko-Linie entfielen dabei 92.323 Fahrgäste, auf die Ōimachi-Linie 47.352 Fahrgäste. Der Bahnhof lag damit auf Platz 7 bzw. Platz 2 bei den Nutzerzahlen der jeweiligen Linien.